# 泰緬鐵路
泰緬鐵路（泰語：、英語：、日语：〔〕／ Tai–MenTetsudō ?），日語官方名稱〔〕／ Tai–Men Rensetsu Tetsudō ?，又稱暹緬鐵路（英語：Siam–Burma Railway）、伯瑪（緬甸）鐵路（英語：Burma Railway）、死亡鐵路（英語：Death Railway）是日本在第二次世界大戰期间為了占領英屬緬甸修建连结泰國曼谷和緬甸仰光的鐵路。死亡鐵路的名字来自建设时工人的死亡率。工程中總共募集了1萬2千名日本軍人及泰國軍隊（第五鐵道聯隊）、盟軍俘虜6萬2千人（俘虏6,318来自英国，2,815自澳洲，2,490自荷兰，剩下大概来自美国和其他国家。戰爭結束前1萬2千人死亡）、數萬泰國人、18萬緬甸人（4萬人死亡）、8萬馬來亞人（4萬2千人死亡）、4萬5千印尼人進行施工。

## 歷史
在太平洋戰爭初期泰國於日本進攻東南亞當天簽署了同盟成為日本的盟友，日軍於1942年佔領了緬甸，在无法安全使用马六甲海峡之后，運往緬甸的日軍以及後續補給必須靠陸路維持；20世纪初，英国曾勘测一条通泰国和缅甸的铁路，因建设难度太高而放弃。日本在戰爭逼迫下採取了英國人的探勘路線，並趕在緬甸戰區稍告平定的1942年6月开工，工程在泰国和缅甸两边一起开工，泰國的工程起點為北碧，緬甸的起點為丹彪扎亞（Thanbyuzayat），鐵路經由三塔山口連結兩國。从铁轨的記號顯示泰緬鐵路的建材来自从爪哇、马来西亚等地拆毁的英屬马来亚聯邦鐵路。开始时盟军经常空袭路途，但是日军告知盟軍修路者多为同盟國战俘，盟军只好停止轰炸工程。
原计划6年完工的鐵路在工人高死亡率的代價下17个月之后（1943年10月17日）完成全長415公里的鐵路。两边来的铁路在Konkuita连接。修路者的生活和工作条件低的不可想象，约25%的战俘因过度疲劳，营养不良，虐待或各种没人管的传染病（如霍乱、疟疾及痢疾）丧生。亚洲工人死亡率更高，但是日军没有详细记录。竣工之后，大部分战俘被转到日本本土，剩下的维修者不但生活恶劣，还不时遭到盟军空袭。

## 桂河大橋

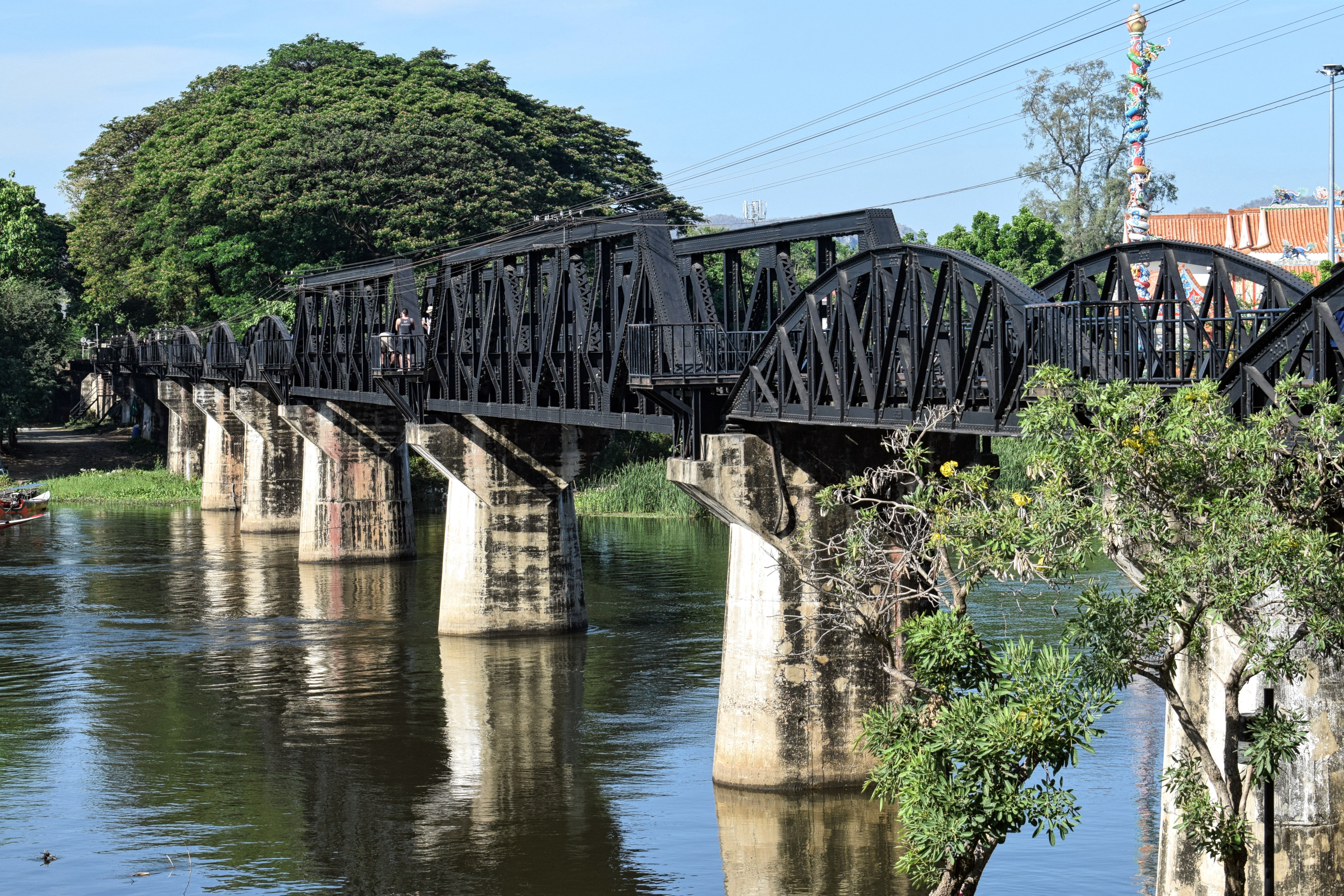
北碧府桂河上的铁路桥

铁路上最著名的地点是桂河鐵路橋，在电影《桂河大桥》中描述。1943年2月先修好一座木桥，同年6月建钢筋水泥桥。两座桥都在1945年4月2日炸毁，但是已经被破坏再修建多次。现在的桂河大桥桥墩在日本制造，送到泰国赔偿战债。

## 現況
二战之后，铁路几乎已经完全报废。泰国重建部分，铁轨加宽。1949年4月修复北碧到农普拉杜克，1952年到旺坡，1957年7月到南多，总共约50公里现在可以应用，缅甸部分没有修复。为修铁路炸开的山谷只能步行，現在有從緬甸來的非法入境者从这里进入泰国。1990年代一直提出计划重修整个铁路，但是一直没有進行。

## 紀念

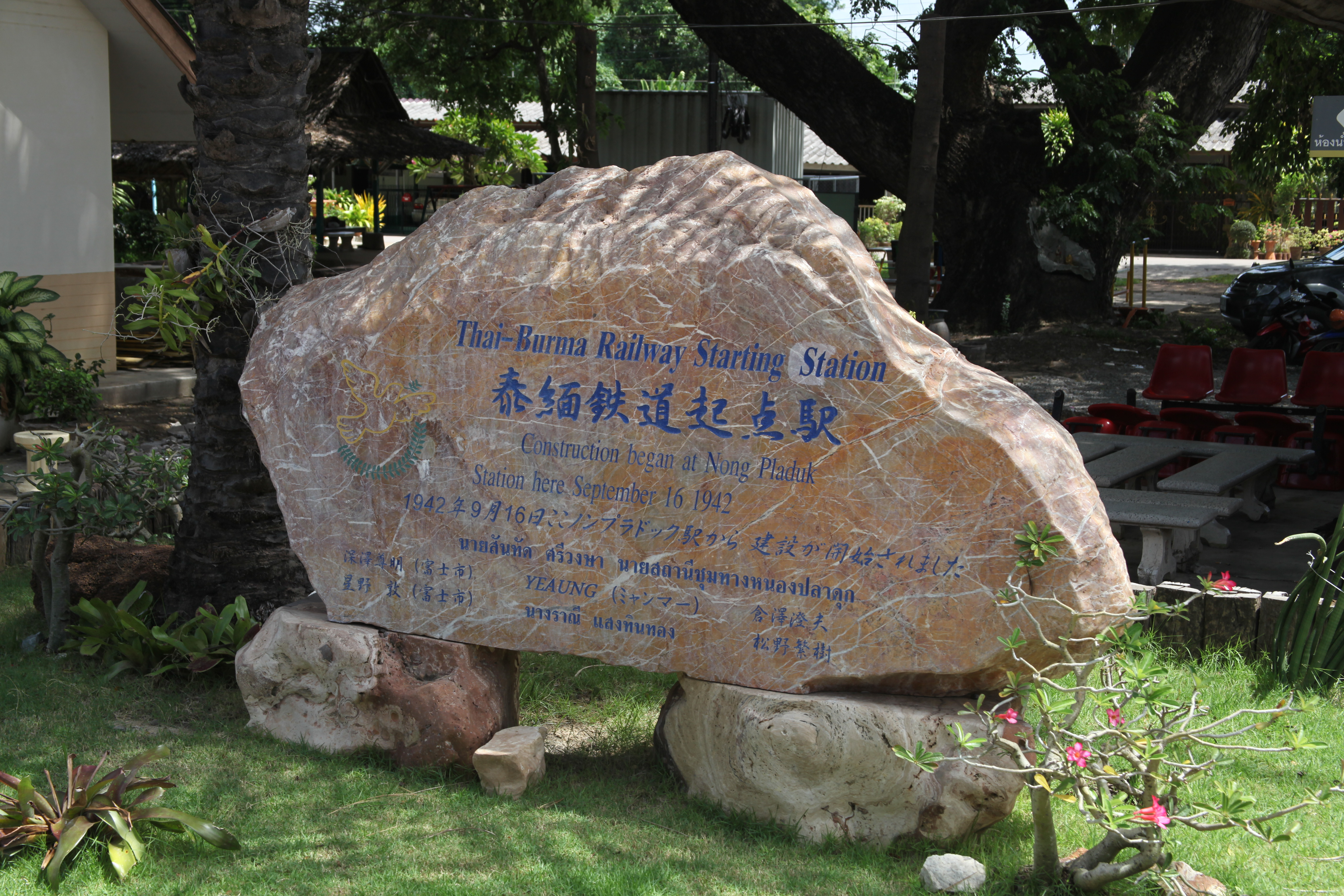
农普拉杜克站内的泰缅铁道起点站纪念碑

泰国境内有多处纪念馆。桂河大桥有一个纪念碑，也有一个旧式火车。澳大利亚在Hellfire Pass（现在瀑布站北边）建立纪念堂，纪念死亡最多的山地点。北碧盟军战俘公墓位于北碧市北一公里，埋葬6,982名战俘，大多数是英国，荷兰和美国人。再靠郊外有澳大利亚战俘公墓，埋葬1,750人。
北碧市还有2003年3月开放的泰緬鐵路博物館和JEATH戰爭博物館。英国國家紀念植物園有为死亡铁路特定部分豎立牌匾。
桂河大橋旁有一座《孤軍永垂，中國遠征軍功高如天，中華英烈浩氣長存》白色紀念碑及外型是一個中華民國國軍頭像，戴了有青天白日徽的鋼盔的孤軍塚。